# Lockheed Martin Aeronautics
Lockheed Martin Aeronautics Company – podstawowa jednostka Lockheed Martin z siedzibą w Air Force Plant 4 w Fort Worth w Teksasie, zajmujaca się produkcją lotniczą, zwłaszcza w zakresie lotnictwa wojskowego, z dodatkowymi zakładami w Marietta w stanie Georgia i Palmdale w Kalifornii.
W Palmdale mieści się prowadzący w większości tajne zaawansowane programy rozwojowe zakład Lockheed Martin Skunk Works, zaś komponenty samolotów produkowane są na Florydzie, w Missisipi, Pensylwanii i Wirginii Zachodniej.
Firma czerpie z historii dawnych korporacji Lockheed i Martin Marietta. Podczas gdy powstanie Lockheed Martin w 1995 r. było fuzją równych sobie podmiotów, zdecydowanie największym wkładem w Lockheed Martin Aeronautics było portfolio produktów Lockheed. Obejmowało ono samoloty transportowe C-5, C-130 i C-141, a także F-2, F-16 (zakupione od General Dynamics), F-117, F-22 i F-35 Lightning II.
Największymi w skali projektem dla Lockheed Martin Aeronautics jest F-35 Lightning II. Wartość początkowego zamówienia wynosi około 3000, z wyłączeniem niemal gwarantowanych zamówień eksportowych, a jego wartość wynosi potencjalnie 200 mld USD. Lockheed Martin Aeronautics wspiera również myśliwiec F-22 w służbie USAF.